# Expreso de la Mañana
Expreso de la Mañana (anteriormente llamado Matutino Express) es un programa de televisión Mexicano de carácter informativo que inició a finales de 2006 y sus transmisiones el 2 de enero de 2007 en la estación XHTV Canal 4, reemplazando a El cristal con que se mira, los distintos segmentos de infomerciales y programas transmitidos anteriormente por Televisa de 6:50 a 10:30 de la mañana.
Además, el programa se transmite también por los canales nacionales e internacionales de Grupo Televisa.
Actualmente transmite por el canal N+ Foro de lunes a viernes de 8:00 a 11:00 de la mañana.

## Elenco
Conductores
- Esteban Arce
- David Ramos "El Repor"

- Ana Lucía Ordoñana

Deportes
- Arturo Rivera "El Rudo"
- Alonso Cabral

Labor social
- Héctor Alonso

Co-conductores
- Georgina Olguin
- Ana Lucía Ordoñana
- Mariana Yanar
- Montserrat Curis
- Yuridia Durán
- Tania Estrada
- Ulises De La Torre
- Daniela Baeza

### Colaboradores externos
- Armando Ramírez ("¿Qué Tanto es Tantitito?")
- Enrique Vigil ("Opinión y Debate")
- Rosario Laris ("Bioética y Educación Sexual")
- Ingrid Tapia ("Asesoría Legal")
- Alejandra Diener
- Lucía Legorreta de Cervantes
- Marilú Esponda
- Mario Romo
- Chef Verónica de la Piedra
- Armando Ruíz
- Edna Bolkan

## Contenido
Ofrece varios reportajes sobre deportes, espectáculos y "cultura general" nacional e internacional. Cada uno de los integrantes del programa ofrece noticias sobre espectáculos, deportes, titulares de noticias, reportajes sobre lugares de la Ciudad de México, clima de la ciudad y diversos sitios de la República Mexicana, semblanzas y reseñas sobre temas actuales, reportajes de etiqueta y acciones cotidianas, semblanzas, finanzas o sátira política, a la vez que reciben a personalidades del deporte, el espectáculo y la política para entrevistarlos.

## Cambios
En 2008 sale Claudia Quijas, debido a su embarazo, entrando para quedarse Arturo "El Rudo" Rivera. En ese mismo año saldría Sugey Ábrego para darle lugar a Ericka Honstein.
En 2011 sale Helena Guerrero después de 4 años de haber participado para la emisión como "La Chica del Asfalto" y como co-conductora para incursionar en la actuación como Adoración en Una Familia con Suerte. La reemplazaría Georgina Holguín. Se incorpora a la sección de deportes Alonso Cabral.
En 2012 sale Erika Honstein para dedicarse a los canales musicales de Televisa. A mediados de ese mismo año entraría Claudia Torres, quien no duró mucho en la emisión (actualmente da el reporte meteorológico en Paralelo 23 y las noticias en el fin de semana, en el mismo canal).
Marta Guzmán se unió como conductora del estado del tiempo del 2012 hasta el 2015. Fue también co-conductora con Diane Pérez en el programa de salud Respuesta Oportuna, ambos transmitidos por Foro TV.
En marzo de 2013 sale Georgina Holguín para dedicarse a la actuación. La sustituyo en su lugar Sofía Escobosa.
El 25 de junio de 2013, Esteban Arce hizo pública la salida de José Ramón San Cristóbal de la emisión, debido a las dificultades que éste tenía al estar viajando entre El Paso, Texas, y la Ciudad de México.
En octubre del 2018 hubo también algunos cambios en el programa y por lo tanto salieron de la emisión Adriana Riveramelo que era una de las conductoras titulares desde inicios del programa, Arturo Rivera, Erika Kaiser, Fernanda Santos y el ya fallecido colaborador externo Armando Ramírez con su sección de "¿Qué Tanto es Tantitito?"
A principios de 2019, se informó del cambio de nombre del programa de "Matutino Express" a "Expreso de la Mañana" actualmente.
Ese mismo año (2019), se retiraron varios segmentos como "La Tornamesa Express"  debido al fallecimiento de Enrique Muñoz y durante un año, se repitieron distintos reportajes realizados por él, a manera de homenaje.
En el 2021 Esteban Arce dio salida a Ana Luisa Ganuza en su gran trabajo como conductora de Expreso de la Mañana , el 6 de septiembre del mismo año Daniela Baeza entró para quedarse como conductora en el lugar de Ana Luisa Ganuza.
En 2022 debido al embarazo de Georgina Holguin se incorpora al elenco Tania Estrada.

## Patrocinios
- Apoyo Económico
- Fraiché
- Grupo Sadasi
- Boston Medical Group
- Fundación Televisa
- Ilusión
- Boing!
- Cooperativa Pascual
- Jarritos
- FISAC
- TAG DF o TAG CDMX
- El Águila Seguros
- MejorCompraTV
- Soy Sano

## Curiosidades
- Entre los "castigos" más comunes del programa, cuando alguien se cruzaba en vivo o decía algo inapropiado, se encontraban "La Silla Loca (para mujeres)", "Planchita" y "El Bote". Hoy en día se aplica "La Silla Loca" y zapes, pero no tan seguido como antes. Se desconoce por qué ya no se aplica "El Bote", cuando éste era lo más famoso y pedido por la audiencia y los mismos integrantes del programa.

- El personaje del Reporteronte salió por primera vez en 2008, aunque se dejó la idea. Hasta mediados de 2011 se retomó con éxito.

- Los únicos miembros en seguir desde el inicio del programa en 2007 son: Esteban Arce, David Ramos "El Reporñero" y Enrique Muñoz (†).

- En su primera etapa llegó a durar hasta 4 horas con 10 minutos (de 6:50 am a 11:00 am), cuando el canal cuatro era "El Canal de la Ciudad". El 30 de agosto de 2010, pasa a formar parte del contenido del canal FOROtv, la duración del programa se redujo a 3 horas.

- Han acudido al programa personalidades como:
  - Deportes.- Carlos Vela, Raúl Gutiérrez, Batista, Kelly Kelly, La Parca, Octagón, Jaime "El Jimmy" Lozano, Hugo Sánchez.
  - Espectáculos.- Manuel Mijares, Emanuel, Edith Márquez, Yuri, Coque Muñiz, Olivia Bucio, Ludwika Paleta, Eduardo Santamarina, David Zepeda, Diego Luna, Jorge "El Burro" Van Rankin, El Negro González Iñárritu, Fernando Rivera Calderón, Playa Limbo.
  - Política.- Manlio Fabio Beltrones, Enrique Peña Nieto, Arturo Núñez, Eruviel Ávila, Ernesto Cordero.
  - De Noticieros Televisa acudió Lolita Ayala

- El 27 de junio de 2019 muere el conductor y periodista Enrique Muñoz a causa de un infarto derivado de un problema de diabetes.

- Datos: Q6006530